# Mongolština
Mongolština je nejvýznamnějším jazykem ze skupiny mongolských jazyků a hlavním jazykem v Mongolsku. Hovoří jím kolem 6 milionů mluvčích, žijících v Mongolsku a v přilehlých oblastech na území Ruska a Číny (zde zejména ve Vnitřním Mongolsku). Za spisovnou variantu jazyka je v Mongolsku považováno nejrozšířenější chalchské nářečí.

## Písmo

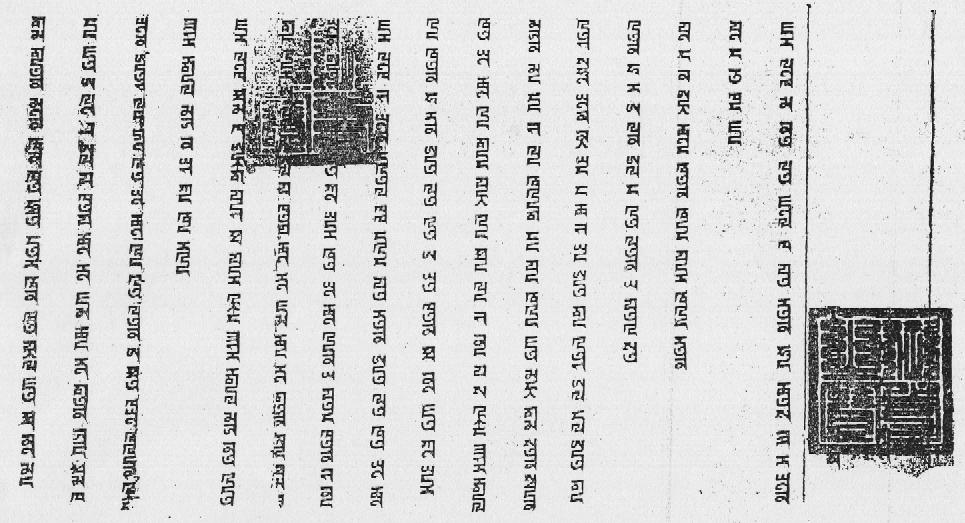
Ukázka písma lámy Phagpy

Mongolština v průběhu svého vývoje používala hned několik písem.
Tradiční mongolské písmo vzniklo na počátku 13. století při formování Čingischánovy Mongolské říše; jako jeho základ posloužilo ujgurské písmo. V dnešní době se tato znaková sada, byť s drobnými obměnami, stále používá ve Vnitřním Mongolsku. Již záhy po vytvoření tradičního mongolského písma docházelo k pokusům vytvořit pro mongolštinu lépe se hodící písmo (Phagpovo kvadrátní písmo z tibetského písma, nebo sojombo z indických písem), případně ho aktualizovat (todo bičig, nebo galik).
V Mongolsku se tradiční písmo používalo až do roku 1931, kdy bylo nahrazeno latinkou, ale už v roce 1941 došlo k další změně, když byla zavedena upravená cyrilice. V 90. letech 20. století došlo v rámci návratu ke kulturním tradicím k pokusům o návrat k tradičnímu písmu – to si sice nezískalo takovou podporu, aby písmo nahradilo cyrilici, ale ve školách jsou obě písma vyučována. Užívání latinky v elektronických textech je mezi Mongoly také běžné.
Mongolská znaková sada na rozdíl od klasické cyrilice (ruské) používá navíc znaky „Ө ө“ a „Ү ү“. Některá písmena klasické cyrilice se vyskytují jen v přejatých slovech.
V březnu 2020 oznámil mongolský parlament plán od roku 2025 používat v oficiálních dokumentech cyrilici i tradiční mongolské písmo.

## Mluvnice
V mongolštině se objevuje vokálová harmonie. Jazyk má sedm pádů – nominativ, akuzativ, genitiv, dativ-lokativ, ablativ, komitativ a instrumentál.

## Příklady

### Číslovky
| Číslice | Mongolsky      | Česky |
| 1/᠑     | нэг/ᠨᠢᠭᠡ       | jeden |
| 2/᠒     | хоёр/ᠬᠣᠶᠠᠷ     | dva   |
| 3/᠓     | гурав/ᠭᠤᠷᠪᠠ    | tři   |
| 4/᠔     | дөрөв/ᠳᠥᠷᠪᠡ    | čtyři |
| 5/᠕     | тав/ᠲᠠᠪᠤ       | pět   |
| 6/᠖     | зургаа/ᠵᠢᠷᠭᠤᠭ᠎ᠠ | šest  |
| 7/᠗     | долоо/ᠳᠣᠯᠤᠭ᠎ᠠ   | sedm  |
| 8/᠘     | найм/ᠨᠠᠢᠮᠠ     | osm   |
| 9/᠙     | ес/ᠶᠢᠰᠦ        | devět |
| 10/᠑᠐   | арав/ᠠᠷᠪᠠ      | deset |

## Užitečné fráze
| Mongolsky                 | Česky            |
| Сайн уу! / Сайн байна уу! | Ahoj!            |
| Өглөөний мэнд!            | Dobré ráno!      |
| Өдрийн мэнд!              | Dobrý den!       |
| Оройн мэнд!               | Dobré odpoledne! |
| Сайхан амраарай!          | Dobrou noc!      |
| Баяртай!                  | Na shledanou!    |
| Тийм / Үгүй               | Ano / Ne         |
| Магадгүй                  | Možná            |
| За!                       | OK!              |
| Баярлалаа!                | Děkuji!          |
| Зүгээр!                   | Prosím!          |
| Уучлаарай                 | Promiňte         |
| Надад харамсалтай байна.  | To mě mrzí.      |

## Ukázka jazyka
Všeobecná deklarace lidských práv
mongolština (mongolské písmo):
ᠬᠦᠮᠦᠨ ᠪᠦᠷ ᠲᠥᠷᠥᠵᠦ ᠮᠡᠨᠳᠡᠯᠡᠬᠦ ᠡᠷᠬᠡ ᠴᠢᠯᠥᠭᠡ ᠲᠡᠢ᠂
ᠠᠳᠠᠯᠢᠬᠠᠨ ᠨᠡᠷ᠎ᠡ ᠲᠥᠷᠥ ᠲᠡᠢ᠂ ᠢᠵᠢᠯ ᠡᠷᠬᠡ ᠲᠡᠢ ᠪᠠᠢᠠᠭ᠃
ᠣᠶᠤᠨ ᠤᠬᠠᠭᠠᠨ᠂ ᠨᠠᠨᠳᠢᠨ ᠴᠢᠨᠠᠷ ᠵᠠᠶᠠᠭᠠᠰᠠᠨ ᠬᠦᠮᠦᠨ ᠬᠡᠭᠴᠢ ᠥᠭᠡᠷ᠎ᠡ
ᠬᠣᠭᠣᠷᠣᠨᠳᠣ᠎ᠨ ᠠᠬᠠᠨ ᠳᠡᠭᠦᠦ ᠢᠨ ᠦᠵᠢᠯ ᠰᠠᠨᠠᠭᠠ ᠥᠠᠷ ᠬᠠᠷᠢᠴᠠᠬᠥ ᠤᠴᠢᠷ ᠲᠠᠢ᠃
mongolština (cyrilice):
Хүн бүр төрж мэндлэхдээ эрх чөлөөтэй, адилхан нэр төртэй, ижил эрхтэй байдаг. Оюун ухаан нандин чанар заяасан хүн гэгч өөр хоорондоо ахан дүүгийн үзэл санаагаар харьцах учиртай.
transkripce:
Khün bür törzh mendlekhee erkh čölöötei, adilkhan ner törtei, izhil erkhtei baidag. Oyuun ukhaan nandin čanar zayaasan khün gegč öör khoorondoo akhan düügiin üzel sanaagaar khar'tsakh učirtai.
překlad:
Všichni lidé se rodí svobodní a sobě rovní co do důstojnosti a práv. Jsou nadáni rozumem a svědomím a mají spolu jednat v duchu bratrství.